# 叠加定理 (电路分析)
电路的叠加定理 （英語：superposition theorem）指出：对于一个线性系统，一个含多个独立源的双边线性电路的任何支路的响应（电压或电流），等于每个独立源单独作用时的响应的代数和，此时所有其他独立源被替换成他们各自的阻抗。
为了确定每个独立源的作用，所有的其他电源的必须“关闭”（置零）：
1. 在所有其他独立电压源处用短路（Short circuit）代替（从而消除电壓，即令V = 0；理想电压源的内部阻抗为零（短路））。
2. 在所有其他独立电流源处用开路（Open circuit）代替 （从而消除电流，即令I = 0；理想的电流源的内部阻抗为无穷大（开路））。

依次对每个电源进行以上步骤，然后将所得的响应相加以确定电路的真实操作。所得到的电路操作是不同电压源和电流源的叠加。
叠加定理在电路分析中非常重要。它可以用来将任何电路转换为诺顿等效电路或戴维南等效电路 。
该定理适用于由独立源、受控源、无源器件（电阻器 、电感、 电容）和变压器组成的线性网络（时变或静态）。
应该注意的另一点是，叠加仅适用于电压和电流，而不适用于电功率。换句话说，其他每个电源单独作用的功率之和并不是真正消耗的功率。要计算电功率，我们应该先用叠加定理得到各线性元件的电压和电流，然后计算出倍增的电压和电流的总和。

## 外部連結
- All About Circuits（页面存档备份，存于） - gives its own explanation of the superposition theorem.
- On the Application of Superposition to Dependent Sources in Circuit Analysis（页面存档备份，存于） - proves superposition of dependent sources is valid.